# Élections législatives de 1962 dans le Lot
Les élections législatives françaises de 1962 se déroulent le 18 novembre 1962. Dans le département du Lot, deux députés sont à élire dans le cadre de deux circonscriptions.

## Élus
| Circonscription | Député sortant       | Parti | Parti  | Député élu ou réélu  | Parti | Parti  |
| --------------- | -------------------- | ----- | ------ | -------------------- | ----- | ------ |
| 1re             | Maurice Faure        |       | Radsoc | Maurice Faure        |       | Radsoc |
| 2e              | Georges Juskiewenski |       | Radsoc | Georges Juskiewenski |       | Radsoc |

## Résultats

### Résultats à l'échelle du département
|                | Parti radical             | 42 051  | 64,45  | 2 |  |  |
|                | Parti communiste français | 17 451  | 26,74  | 0 |  |  |
|                | Divers droite             | 5 748   | 8,81   | 0 |  |  |
|                |                           |         |        |   |  |  |
| Inscrits       | Inscrits                  | 100 812 | 100,00 | 2 |  |  |
| Abstentions    | Abstentions               | 27 997  | 27,77  |   |  |  |
| Votants        | Votants                   | 72 815  | 72,23  |   |  |  |
| Blancs et nuls | Blancs et nuls            | 7 565   | 10,39  |   |  |  |
| Exprimés       | Exprimés                  | 65 250  | 89,61  |   |  |  |

### Résultats par circonscription

#### Première circonscription (Cahors)
|                | Maurice Faure sortant réélu | Radsoc         | 21 228 | 63,12  |  |  |  |
|                | Yves Arènes                 | PCF            | 6 657  | 19,79  |  |  |  |
|                | René Segond                 | Divers droite  | 5 748  | 17,09  |  |  |  |
|                |                             |                |        |        |  |  |  |
| Inscrits       | Inscrits                    | Inscrits       | 51 381 | 100,00 |  |  |  |
| Abstentions    | Abstentions                 | Abstentions    | 14 539 | 28,3   |  |  |  |
| Votants        | Votants                     | Votants        | 36 842 | 71,7   |  |  |  |
| Blancs et nuls | Blancs et nuls              | Blancs et nuls | 3 209  | 8,71   |  |  |  |
| Exprimés       | Exprimés                    | Exprimés       | 33 633 | 91,29  |  |  |  |

#### Deuxième circonscription (Figeac)
|                | Georges Juskiewenski sortant réélu | Radsoc         | 20 823 | 65,86  |  |  |  |
|                | Henri Thamier                      | PCF            | 10 794 | 34,14  |  |  |  |
|                |                                    |                |        |        |  |  |  |
| Inscrits       | Inscrits                           | Inscrits       | 49 431 | 100,00 |  |  |  |
| Abstentions    | Abstentions                        | Abstentions    | 13 458 | 27,23  |  |  |  |
| Votants        | Votants                            | Votants        | 35 973 | 72,77  |  |  |  |
| Blancs et nuls | Blancs et nuls                     | Blancs et nuls | 4 356  | 12,11  |  |  |  |
| Exprimés       | Exprimés                           | Exprimés       | 31 617 | 87,89  |  |  |  |